# Константинопольский синаксарь
Константинопольский синаксарь — греческий синаксарь, то есть сборник кратких повествований о святых, поминаемых в православных церквах Константинопольского патриархата, и расположенных по праздникам. Каждая заметка содержит краткое жизнеописание святого, а также дату и место празднования (собора). Он также содержит описания крестных ходов и много информации о географии Константинополя. Константинопольский синаксарь был заказан императором Константином VII во время его единоличного правления (944—959 гг.) и составлен диаконом и библиотекарем Эваристом.
Заметки в синаксаре носят житийный характер и редко бывают длиннее одного абзаца. Обычно они представляют собой краткое изложение более длинных житий святых. Особое внимание уделяется мученичеству. Последним святым, включённым в книгу, является патриарх Константинопольский Антоний Кавлея, умерший в 901 году. Некоторые редакции синаксаря XII века и позже включали стихи из житийных поэм Христофора Митиленского. Существует более 300 рукописных копий Константинопольского синаксаря. Арабский перевод был сделан в XI веке для мелькитской общины. Этот перевод был дополнен сведениями о некоторых мелькитских святых. Считается, что армянский синаксарь, написанный в 1240-х годах, был сделан на основе армянского перевода Константинопольского синаксаря, осуществлённого в 991—992 годах Иосифом, диаконом из Константинополя. В XIII и XIV веках были сделаны переводы синаксаря на церковнославянский язык.
Константинопольский синаксарь часто передавался вместе с литургическими сведениями для помощи в совершении ежедневного богослужения. В монашеской традиции он иногда сочетался с типиконом. Чтения из синаксаря также включались в минеи. Однако наибольшее количество рукописей не содержит таких включений и представляют собой «чистый» синаксарь.